# Verkhnekalínovski
Verkhnekalínovski (en rus: Верхнекалиновский) és un poble (un possiólok) de l'óblast d'Astracan, a Rússia, segons el cens del 2012 tenia 1.351 habitants.